# Huggies
 (décembre 2018).
Kimberly-Clark produit sous la marque Huggies des articles jetables destinés à l'éducation à la propreté : couches-culottes, lingettes et alèses jetables.

## Historique des faits marquants de la compagnie
- 1968 : Kimberly-Clark teste le marché pour la première fois sous le nom Kimbies.
- 1978 : La marque Huggies est commercialisée pour la première fois, remplaçant son nom d'origine Kimbies.
- 1989 : Huggies introduit les culottes d'entraînement Pull-Ups qui créent un précédent dans le marché des couches jetables. À la fin de l'année, toutes les couches Huggies sont conçues spécifiquement pour chaque sexe (fille et garçon).
- 1992 : Lancement des Huggies Ultratrims plus minces que les précédents modèles.
- 1993 : La ligne Huggies Supremes est commercialisée pour la première fois, et sont conçues pour ressembler à une texture de coton.
- 1994 : La ligne Goodnites est commercialisée pour la première fois.
- 1997 : La ligne Huggies Ultratrim commence à utiliser « uniquement » un revers ayant une texture de coton.
- 2000 : À la fin de l'année, les couches jetables ne sont plus conçues de façon épaisse.
- 2013 : La marque décide d'arrêter la fabrication des changes-complets. La marque continuera de fabriquer les lingettes et les couches-culottes pour enfants et adolescents.

## Présence dans le monde
La marque est présente de façon mondiale.

### Marques déposées

#### Amérique du Nord
Plusieurs produits, dont les couches et les lingettes jetables, sont revêtus des personnages de Disney à la suite d'un contrat avec Disney Consumer Products et font partie de la ligne commerciale Disney Baby :
- Les couches et les lingettes jetables sont revêtues des personnages Mickey Mouse, Cars, et Le Roi lion, ainsi que Winnie l'ourson sur la ligne destinée aux nouveau-nés et Le Monde de Nemo sur les produits spéciaux commercialisés occasionnellement.
- Les culottes d'entraînement pour jeunes enfants sont revêtues des personnages de Buzz L'éclair et Cendrillon. Originellement, elles étaient revêtues des personnages de Mickey et Minnie Mouse.